# Miller-Urey-experiment

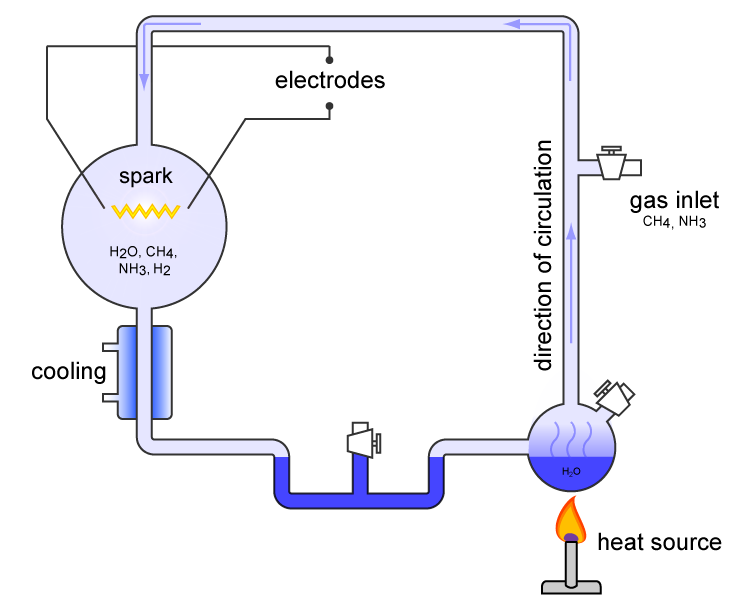
Schematische opstelling van het experiment

Het Miller-Urey-experiment, ook wel Urey-Miller-experiment genoemd, is een beroemd geworden experiment uit 1953 waarin Stanley Miller en Harold Urey aantoonden dat onder bepaalde omstandigheden complexe aminozuren spontaan kunnen ontstaan. Het experiment wordt gezien als aanwijzing voor hoe leven op Aarde uit anorganische stoffen, de zogenaamde oersoep, kan zijn ontstaan, en het was de eerste poging in die richting. Het Miller-Urey-experiment was gebaseerd op de hypothese van Haldane en Oparin.
In het experiment wordt een mengsel van methaan, ammoniak, waterdamp en diwaterstof verwarmd en blootgesteld aan elektrische ontladingen, die de bliksem op de vroege Aarde moest simuleren. Men veronderstelt dat de wrijving van de stofdeeltjes die vrijkwamen bij vulkanische uitbarstingen verantwoordelijk waren voor deze bliksem. De samenstelling van het mengsel werd gekozen op grond van wat men op dat moment aannam over de atmosfeer van de jonge Aarde voor er leven was. 
Na een week continu te hebben gedraaid met hun opstelling vonden Miller en Urey dat 10 tot 15% van de koolstof in het systeem zich nu in organische verbindingen bevond. Twee procent had aminozuren gevormd, waaronder 13 van de 22 die tegenwoordig door levende cellen worden gebruikt, glycine kwam hiervan het meest voor. Er werden ook suikers en lipiden gevormd. Echter de bouwstenen van DNA en RNA (nucleotiden) ontbraken in zijn geheel. Simpele versies van nucleotiden zoals nucleosiden (nucleotiden zonder de fosfaatgroep) werden ook niet gevonden. 
Voor het vormen van deze organische moleculen moet de vroegere atmosfeer van de Aarde een reducerend karakter gehad hebben. Recent onderzoek wijst uit dat de vroegere atmosfeer noch reducerend noch oxiderend was. De theorie van Miller is hiermee achterhaald. De samenstelling van de oeratmosfeer blijkt anders geweest te zijn dan in het experiment werd aangenomen en bestond waarschijnlijk vooral uit stikstofgas en koolstofdioxide. Maar het is wel nog steeds aannemelijk dat er bepaalde "pakketjes" atmosfeer een reducerend karakter hadden, bijvoorbeeld in de nabijheid van de vulkanische openingen. Een tweede hypothese is dat de abiotische synthese van deze moleculen heeft plaatsgevonden onder water, in de nabijheid van onderwatervulkanen, of diepzeeschoorsteenkanalen (hier was tevens veel zwavel en ijzer aanwezig, wat vandaag nog steeds bij veel organismen gebruikt wordt voor de ATP-synthese).